# 真假公主芭比
《真假公主芭比》（英語：Barbie as the Princess and the Pauper）是狮门娱乐於2004年9月28日以DVD和VHS的形式發售的錄影帶首映動畫作品。該作為芭比動畫系列的第4部電影，改編自马克·吐温的經典小說名作《乞丐王子》。該作也是芭比電影系列的首部動畫音樂劇，共演繹七首原創歌曲，由芭比一人分飾二角—高貴的公主和貧窮的村姑。
台灣於2004年12月21日由得利影視股份有限公司代理發行VCD和DVD，2009年7月9日再版發行。另外，曼迪傳播和時代娛樂股份有限公司也代理發行了該作的DVD和VCD。
香港於2004年9月25日首發VCD，2008年4月8日發行DVD，由洲立影視有限公司代理發行。
中国大陆由泰盛文化率先發行VCD。之後又由中国录音录像出版总社出版，中录华纳家庭娱乐有限公司发行DVD和VCD。

## 劇情
在很久以前，遙遠高山上的一個小國里，有两个女孩竟然在同年同月同日同時誕生了。一個是小國里的公主安娜莉絲，另一個是貧家村女艾麗卡，兩人雖然身份懸殊，但外表卻長得極為相似。多年以後，安娜莉絲公主成了一位稱職的公主，準備承擔王國的責任，而艾麗卡的父母為了抚养自己，欠下了卡夫人一大笔債，於是長大後的她為了還債，做了一名為卡夫人的服裝店辛苦打工的女裁缝。從未謀面的她們，似乎命運早已註定有一天會相遇。
礦工們稟告女王說國家黃金正在告急，這個消息讓刚刚遭遇國王过世的女王更是雪上加霜，這意味着王國的財政將面臨破產的危機。為了採取措施拯救王國，女王打算找她最信任的大臣普敏格商量對策，然而普敏格正好外出不在。又碰巧遇到鄰國的英俊國王多明尼克正在物色他的妻子，於是女王決定把她的女兒安娜莉絲公主給嫁給多明尼克。安娜莉絲公主雖然居住在皇宮裡，可是每天都要受到規矩的約束，她總是希望擁有屬於自己一天的自由時光。而艾麗卡希望有一天能擺脫繁重的工作和煩惱，登上舞台成為女主角。安娜莉絲公主並不想嫁給素不相識的陌生人，但女王提醒她為了拯救王國和子民，她必須要嫁給多明尼克國王。安娜莉絲公主知道自己作为公主的責任，所以勉強答應了，然而多明尼克送來的任何禮物也都打動不了她的心。與安娜莉絲公主是青梅竹馬的皇家花匠朱利安安慰并勸導安娜莉絲公主，還帶她去皇宮外面散心。為了安娜莉絲公主在嫁給多明尼克國王之前享受她最後的自由時光，他們來到了村子裡，在這裡安娜莉絲公主遇到了在大街上賣唱的艾麗卡。兩人不光是長得很像，並且志同道合、心意相通，雖然她們身份懸殊，互相羨慕，但是她們各自也有各自的煩惱，於是她們相互鼓勵，相互立誓要向着各自的責任和夢想奮勇直前。
實際上王國黃金的告急正是大臣普敏格的作為。他滿懷野心，命人大量挖掘黃金，企圖霸佔王國的金礦和財富，竟然還想讓安娜莉絲公主嫁給他。在他得知女王要將安娜莉絲公主嫁給多明尼克國王的消息后，他派人綁架了公主，並將她軟禁了起來。第二天，女王发现公主失蹤了，普敏格就把帶有紫薇香味信纸的留言交给了女王，讓她以為是公主逃婚了。而多明尼克國王放話說如果第二天公主還不出現，他就要解除婚約。朱利安並不相信公主會逃婚，他知道公主並不喜歡紫薇香味，她只喜歡玫瑰香味。於是朱利安到村子裡找到了艾麗卡，讓她進皇宮假扮成公主來拖延時間。艾麗卡在朱利安的教導下很快就熟悉了公主的禮儀，她裝扮成安娜莉絲公主的模樣及時出現在了大家面前。朱利安从普敏格身上掉下的樹葉得知了安娜莉絲公主可能被软禁在樹林里，於是朱利安離開了皇宮去尋找安娜莉絲公主。然而機智的安娜莉絲公主擺脫了普敏格的手下，順利逃脫了出來。普敏格返回到軟禁安娜莉絲公主的地方，在這裡朱利安發現了普敏格想當國王的野心，也知道安娜莉絲公主已經從他們手中逃脫了，但不幸的是朱利安被他們給發現了，并被他們給抓了起來。安娜莉絲公主駕着馬車回到皇宮，結果侍卫以为她是假公主所以没有让她进去。之後安娜莉絲公主又來到村子裡找艾麗卡幫忙，結果卻被卡夫人誤以為是艾麗卡，并強迫她干活。因此安娜莉絲公主把代表自己身份的信物绑在了自己的寵物小白猫沙琳芬娜的脖子上，让她带入皇宫，希望能被她的母后發現。而在皇宮裡，假扮成安娜莉絲公主的艾麗卡在女王的撮合下唱起了動聽的歌，多明尼克国王弹起了鋼琴，於是两人就在歌声中互相認識，互相爱慕。
普敏格在皇宮裡發現了安娜莉絲公主的貓咪沙琳芬娜，並從沙琳芬娜身上得到了信物，於是他找到了安娜莉絲公主的藏身地，並將她抓走，把她和朱利安一起關在了一座廢棄的金礦里。普敏格打算以金礦坍塌來除掉朱利安和安娜莉絲公主，然後霸佔女王統治整個王國。普敏格回到皇宮當眾揭穿了艾麗卡假扮成安娜莉絲公主的事，還誣陷朱利安和艾麗卡一起密謀陷害公主，謊稱安娜莉絲公主已经被朱利安給埋葬在了金礦里，女王聽到這個消息后非常傷心。隨後普敏格下令將艾麗卡關進了大牢，多明尼克國王也失望地离开了这个國家。於是普敏格不懷好意地向女王求婚，并許諾自己名下的金礦可以拯救這個國家的子民，條件就是要讓女王嫁給他，於是女王萬般無奈地答应了普敏格的要求。而此時被困在金礦里的安娜莉絲公主和朱利安在想方設法逃出金礦，之後他們互诉衷肠，互生情意，碰巧地在金礦里發現了可以拯救子民的水晶礦石，於是他們又在艾麗卡的寵物貓伍菲的帮助下逃出了金礦。多明尼克國王不相信艾麗卡是個壞女孩，所以他又悄悄返回去試圖拯救艾麗卡。艾麗卡也沒有坐以待斃，她用自己的髮簪做成鉤子套取了打開牢門的鑰匙，最後在多明尼克國王的幫助下逃出了大牢。與此同時，皇宫里正在举行女王和普敏格的婚礼，在女王快要被迫在神父面前宣誓說她願意嫁給普敏格的時候，真正的安娜莉絲公主及时趕到婚禮現場，阻止了婚礼的進行，并當眾揭穿了普敏格的陰謀，於是憤怒的女王下令逮捕了普敏格。安娜莉絲公主向女王表明了自己所愛的人是朱利安，還告訴女王說他們在金礦里發現了可以拯救子民的水晶矿石……最終，卡夫人的服裝店因为失去了皇家的大客户而破產，多明尼克國王也正式向艾麗卡求婚，但艾麗卡一時沒有接受他的求婚，她打算先去周遊各地，然後又登上舞台成為了歌手，在完成夢想后她又回到了多明尼克國王的身邊，和安娜莉絲公主一起在皇宮舉行了盛大的婚禮。

## 配音員
| 角色                                               | 英語原聲                                                                          | 國語配音 | 國語配音 | 國語配音 |
| 角色                                               | 英語原聲                                                                          | 中国大陆 | 台湾     | 广东话   |
| -------------------------------------------------- | --------------------------------------------------------------------------------- | -------- | -------- | -------- |
| 安娜莉絲公主（Princess Anneliese） 艾麗卡（Erika） | 凱莉·謝里丹（對白） 梅丽莎·莱昂斯（安娜莉絲公主唱歌） 朱莉·史蒂文斯（艾麗卡唱歌） | 司徒影   | 李直平   | 潘芳芳   |
| 多明尼克（King Dominick）                          | 马克·海德斯（對白） 马克·盧納（唱歌）                                             | 黎泓和   | 于正昌   | 盧家煒   |
| 朱利安（Julian）                                   | 亚历山卓·朱利安尼                                                                 | 赵威     | 夏治世   | 張繼聰   |
| 普敏格（Preminger）                                | 馬丁·肖特                                                                         | 张立昆   | 趙明哲   | 龔國強   |
| 沙琳芬娜（Serafina）                               | 凱斯琳·巴爾                                                                       | 陈味娜   | 鄭仁君   | 杜文慧   |
| 女王（Queen Genevieve）                            | 艾倫·肯尼迪                                                                       | 周颖     | 鄭仁君   | 謝月美   |
| 伍菲（Wolfie）                                     | 伊恩·詹姆斯·柯莱特                                                                | 叶清     | 梁興昌   | 王祖藍   |
| 卡夫人（Madame Carp）                              | 帕姆·海厄特                                                                       | 聂筱玲   | 孫若瑜   | 謝月美   |
| 尼克（Nick）                                       | 布瑞恩·德拉蒙德                                                                   | 赵威     | 孫誠     | 黃文偉   |
| 奈克（Nack）                                       | 扬·拉布森                                                                         | 黎泓和   | 陳進益   | 李建良   |
| 米達（Midas）                                      | 扬·拉布森                                                                         | 李阳阳   | 陳進益   | 李鎮洲   |
| 畢馬可特使（Ambassador Bismark）                   | 李·托克卡                                                                         | 张立昆   | 符爽     | 龔國強   |
| 賀夫（Herve）                                      | 盖瑞·查克                                                                         | 刘印生   | 楊少文   | 葉振邦   |
| 貝蒂（Bertie）                                     | 凱斯琳·巴爾                                                                       | 赵冰冰   | 姜瑰瑾   | 蘇青鳳   |
| 宮女（Palace Maid）                                | 加尼斯·贾德                                                                       | 李俊英   | 孫若瑜   | 胡麗英   |
| 皇家秘書長（Royal Scheduler）                      | 科林·默多克                                                                       | 刘印生   | 陳宗岳   | 關信培   |
| 神父（Minister）                                   | 罗杰·蒙克                                                                         | -        | 陳宗岳   | -        |
| 守衛一（Guard #1）                                 | 布瑞恩·德拉蒙德                                                                   | -        | 符爽     | 甄錦華   |
| 守衛二（Guard #2）                                 | 李·托克卡                                                                         | -        | 梁興昌   | 古明華   |
| 守衛三（Guard #3）                                 | 伊恩·詹姆斯·柯莱特                                                                | -        | 孫誠     | -        |

## 歌曲
Free / 飛
演唱：Melissa Lyons (安娜莉絲) & Julie Stevens (艾麗卡)
How Can I Refuse / 被我征服
演唱：Martin Short (普敏格)
Written In Your Heart (Prologue) / 寫在你我心中(序)
演唱： Julie Stevens (艾麗卡)
I Am A Girl Like You / 相同的路
演唱：Melissa Lyons (安娜莉絲) & Julie Stevens (艾麗卡)
To Be A Princess / 完美的公主
演唱：Alessandro Juliani (朱利安) & Julie Stevens (艾麗卡)
The Cat's Meow / 貓咪歌
演唱：Julie Stevens (艾麗卡)
If You Love Me For Me / 愛上原來的你
演唱：Mark Luna (多明尼克) & Julie Stevens (艾麗卡)
To Be A Princess (Reprise) / 完美的公主(重奏)
演唱：Julie Stevens (艾麗卡)
How Can I Refuse (Reprise) / 被我征服(重奏)
演唱：Martin Short (普敏格)
Written in Your Heart / 寫在你我心中
演唱：Melissa Lyons (安娜莉絲) & Julie Stevens (艾麗卡)
片尾曲：I'm On My Way
演唱：Sara Niemietz
原著歌曲是由百老提名劇“日落大道”首席作曲家Megan Cavallari作曲，Amy Powers作詞。

## 配音譯製人員
中国大陆國語版工作人員
- 翻译：黄国新
- 导配：蔡济生
- 混音师：李耀强、袁定业
- 统筹：关惠霞
- 录制：创声配音制作有限公司

廣東話版工作人員
- 翻譯：黃國新
- 導配：謝月美
- 混音師：李耀強、袁定業
- 統籌：關惠霞
- 錄製：創聲配音製作有限公司

台灣國語版工作人員
- 翻譯：趙筱文
- 聲音導演：孫若瑜
- 混音師：黃年永、楊子介
- 製作總監：陳國偉
- 錄製：偉憶數位科技公司

## 備註
1. 1 2  依照芭比系列電影上映次序。

## 資料來源
1. ↑  . IMDb. 2022-01-15  [2022-01-15]. （原始内容存档于2022-01-15）.
2. ↑  ,   [2021-02-27], （原始内容存档于2020-10-27） （英语）
3. ↑  ,   [2021-02-27], （原始内容存档于2021-02-27） （英语）
4. ↑  . Barbie Movies Wiki.   [2021-02-27]. （原始内容存档于2020-11-13） （英语）.
5. ↑  . en.m.wikipedia.org.   [2021-02-27]. （原始内容存档于2013-05-22） （英语）.
6. ↑  . 2022-01-15  [2022-01-15]. （原始内容存档于2022-01-15）.
7. ↑  . 2022-01-15  [2022-01-15]. （原始内容存档于2022-01-15）.
8. ↑  . 2022-01-15  [2022-01-15]. （原始内容存档于2022-01-15）.
9. ↑  . 2022-01-15  [2022-01-15]. （原始内容存档于2022-01-15）.
10. ↑  . 2022-01-15  [2022-01-15]. （原始内容存档于2022-01-15）.
11. ↑  . 2022-01-15  [2022-01-15]. （原始内容存档于2022-01-15）.
12. ↑  . 2022-01-15  [2022-01-15]. （原始内容存档于2022-01-15）.

## 外部連結
- 《真假公主芭比》 （页面存档备份，存于） - 環球影業家庭娛樂（英文）
- 在Netflix上觀看《真假公主芭比》
- 互联网电影数据库（IMDb）上《真假公主芭比》的资料（英文）
- 豆瓣电影上《真假公主芭比》的資料 （简体中文）
- AllMovie上《真假公主芭比》的资料（英文）
- 爛番茄上《真假公主芭比》的資料（英文）